# South Park
A South Park 1997-ben indult amerikai televíziós 2D-s számítógépes animációs szitkom, amelyet Trey Parker és Matt Stone alkotott. A sorozat gyártói az Music Television Entertainment Studios és a South Park Digital Studios, forgalmazója pedig a Paramount Media Networks. Műfaját tekintve szituációs komédiasorozat. A sorozat négy alsó tagozatos fiú (Stan Marsh, Kyle Broflovski, Eric Cartman és Kenny McCormick) és családtagjaik, valamint a többi városi lakos szürreális kalandjait mutatja be, akik a coloradói South Park kisvárosban élnek. A felnőtt nézőknek szánt sorozat elsősorban szatirikus és trágár hangvételéről, illetve a napi események, valamint a popkultúra és az amerikai közélet szereplőinek gyakori kifigurázásáról vált hírhedtté.
A sorozatot két rövidfilm előzte meg, 1992-ben és 1995-ben; a South Parkot Amerikában 1997 óta sugározzák, a Comedy Central csatorna legnézettebb és a legrégebben képernyőn futó műsorának számít, emellett a csatorna második legrégebben  futó sorozata a The Daily Show mellett. ezidáig 321 epizódot ért meg. Parker és Stone a kezdetek óta is maga végzi a forgatókönyvírást, a rendezés és a szinkronizálás feladatának nagy részét, az alkotókat 2027-ig köti a szerződés az új epizódok elkészítésére. A sorozat alkotógárdája számítógépes programok felhasználásával készíti az animációkat, de megőrizték az eredeti rajzfilm leegyszerűsített, papírból kivágott figurákra emlékeztető megjelenését.
A kezdeti siker után a sorozat alapján készült mozifilmet 1999-ben mutatták be, South Park – Nagyobb, hosszabb és vágatlan címmel. A South Park számos díjat és jelölést tudhat a magáénak, a legfontosabb ezek közül az öt elnyert Emmy-díj. Az amerikai forgatókönyvírók szakszervezetének (WGA), minden idők legjobban megírt sorozat listáján a 63. helyet érte el.

## A kezdetek

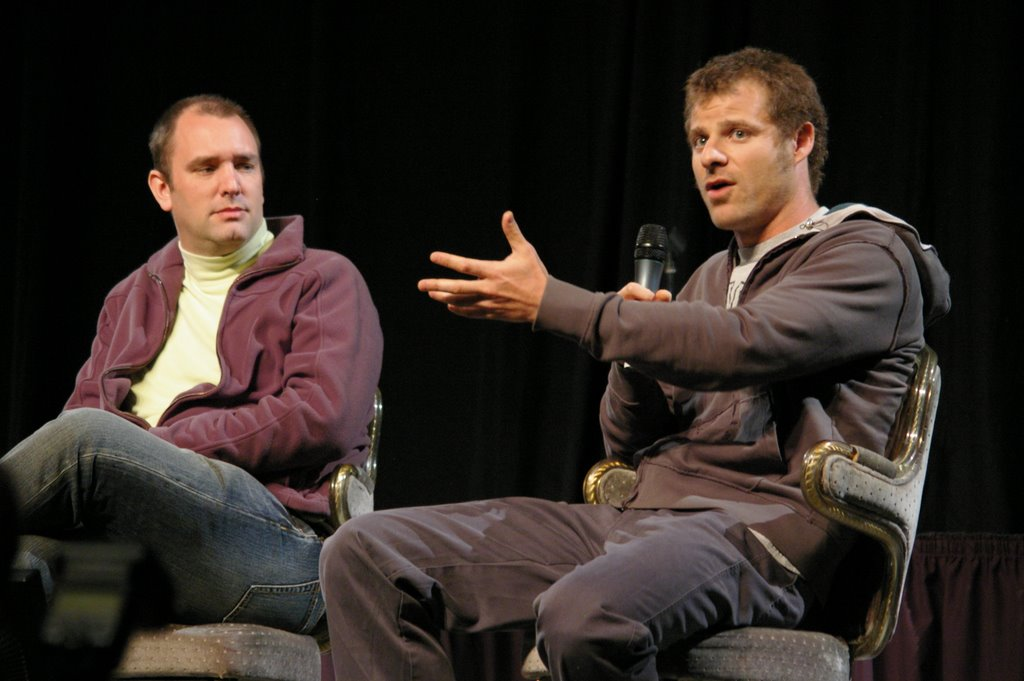
Trey Parker (balra) és Matt Stone, a sorozat készítői

Nem sokkal azután, hogy 1992-ben Trey Parker és Matt Stone megismerte egymást a Coloradói Egyetemen, elkészítették a The Spirit of Christmas című rövidfilmet. A művet papírból kivágott alakokkal, stop motion technikával alkották meg és szerepelnek benne a későbbi South Park főszereplőinek korai változatai. Megfigyelhető egy Eric Cartmanre emlékeztető, Kenny nevű fiú, egy névtelen szereplő, aki Kenny McCormickra hasonlít és két, majdnem teljesen egyforma szereplő, akik nagyjából megegyeznek Stan Marshsal és Kyle Broflovskival. Brian Graden, a Fox TV-hálózat vezetője és az alkotók közös barátja megbízta Parkert és Stone-t egy második animáció elkészítésével, melyet karácsonyi üdvözlőlapként kívánt felhasználni. Az 1995-ös rövidfilm már jobban hasonlított a későbbi sorozat animációs stílusára, mint elődje. Hogy a két azonos nevű rövidfilmet megkülönböztessék egymástól, az elsőre gyakran Jesus vs. Frosty, míg a másodikra Jesus vs. Santa néven utalnak. Graden a rövidfilmről másolatokat küldött barátainak, amely így az interneten is megjelent és az egyik legelső interneten megosztott videó lett.
Amikor a Jesus vs. Santa egyre népszerűbbé vált, Parker és Stone tárgyalni kezdett a rövidfilm sorozattá bővítéséről. A Fox vezetősége elutasította ezt az ötletet, mert nem akartak olyan műsort sugározni, melyben szerepel Kula bácsi, egy beszélő ürülék. Az alkotópáros ezután az MTV-vel és a Comedy Centrallal is egyezkedni kezdett, de Parker inkább a Comedy Central felé hajlott, mert félt, hogy az MTV esetleg gyermekműsorrá változtatná a sorozatot. Miután Doug Hertzog, a Comedy Central igazgatója megnézte a rövidfilmet, beleegyezett a sorozat elkészítésébe.
Parker és Stone egy kisebb alkotógárda segítségével három hónap alatt elkészítette a pilótafilmet, Cartman anális beültetése (Cartman Gets an Anal Probe) címmel. A South Park már az első sugárzás előtt veszélybe került, mert az epizód a próbavetítéseken rosszul teljesített, különösen a nők körében. A rövidfilmek azonban még mindig sikeresek voltak az interneten, ezért a Comedy Central vezetősége megrendelt hat epizódot. A sorozat 1997. augusztus 13-án debütált a Comedy Centralon.

## Epizódok
Amerikában a sorozat 1997. augusztus 13-án debütált. 2021. augusztus 5-én a készítők meghosszabbították a szerződést a Comedy Centrallal, ezekkel együtt összesen 30 évad lesz, és a sorozat legalább 2027-ig folytatódni fog. Az alkotók és a Comedy Central 2013 januárjában bejelentették, hogy a 17. évadtól kezdve csökkentik az epizódszámokat. Vagyis a szokásos 14 epizód helyett, csak 10-et fognak elkészíteni, és ezek szünet nélkül kerülnek majd adásba. Emellett 14 új filmet készít a Paramount+ streamingszolgáltató számára.
Egy 2007. augusztus végén kötött megállapodás értelmében Trey Parker és Matt Stone a sorozat résztulajdonosa lett, és az epizódok ingyenesen hozzáférhetővé váltak, interneten és mobiltelefonon egyaránt. 2020 júniusától az HBO Maxon szintén elérhetővé válnak a South Park eddigi részei. Elérhető lesz az eddigi 23 évad, illetve a még biztosan készülő epizódok is ott lesznek láthatók, egy nappal az után, hogy debütáltak a Comedy Centralon. 2020 szeptemberében érkezik a 24. évad első 1 órás epizódos különkiadás, amely külön a világjárványra koncentrál. 2021 márciusában érkezik az újabb 1 órás különkiadás, amely South Park lakosai még mindig a járvánnyal küzdenek, de már érkezik a vírus ellenszere. 2021-ben újabb különkiadás kerül vetítésre, amely ezúttal a járvány védőoltására fókuszál. A sorozat immáron hivatalosan 2022 februárjában tért vissza a képernyőre, immár a 25. évaddal. 2023-ban újabb 6 résszel tért vissza a sorozat a 26. évaddal. 2024. szeptember 5-én bejelentették, hogy a South Park 1997-es premierje óta először hagyja ki az évad megjelenését, és a sorozat 2025-ig szünetel, mivel a Paramount Global egyesül a Skydance Media-val, valamint Trey Parker és Matt Stone közölték, a sorozatot csak 2025-ben folytatják, mivel nem akarnak beleszállni az idei elnökválasztásba.
A korábbi és a legutóbbi évadokat összevetve megfigyelhető, hogy a korai epizódokban a helyzetkomikum és a Monty Python társulatát idéző humor volt túlsúlyban. Habár a szatíra, a hírességek parodizálása és a társadalomkritika már a sorozat kezdete óta jelen van az egyes történetekben, igazán csak a későbbi évadokban vált meghatározóvá; a készítők ekkor kezdtek el aktuális eseményekre reagálni és olyan témákat feldolgozni, mint például a vallás, a terrorizmus, vagy a különféle társadalmi problémák (illegális bevándorlás, környezetvédelem). Később egyre többször került szóba a televízió. Egy-egy epizód egésze vagy részletei gyakran utalnak egy adott híres filmre, sorozatra, kiparodizálva azt. Sőt, egyes filmsorozatokra több epizódban is utalnak. Ilyen például a Star Trek (Vackor néni busza), a Star Wars (Séf bácsi visszatérése), a Family Guy (Rajzfilmek háborúja 1-2., Kanada sztrájkol), a Knight Rider (A kísértethal, Dekoltázsőrnagy).
További jellegzetesség, hogy a négy (később Butters-szel kiegészülve öt) főszereplő közül gyakran csupán egyről vagy kettőről szól a történet, a többiek szinte egyáltalán nem tűnnek fel az epizódban (például a Stanley kupája vagy a Fantasztikus Húsvéti Különkiadás című részekben). Sőt, egyre többször előfordul, hogy egy korábbi mellékszereplő (igen gyakran Stan apja, Randy Marsh) áll az események középpontjában (például a Bloody Mary vagy a Jesse Jackson segedelmével című epizódokban). Ugyanakkor számos, korábban sűrűn szerepeltetett karakter a háttérbe szorult és szinte már alig látható a sorozatban (például Jimbo, Ned Gerblansky, Dr. Mephisto vagy Barbrady felügyelő).
South Parkban (pár kivétellel, például A nyár egy szívás) szinte minden epizódban tél van, a szereplők öltözete is ehhez igazodik.
Magyarországon – négy évad erejéig – az HBO sugározta először a sorozatot: 2000. szeptember 2-tól magyar szinkronnal, illetve eredeti nyelven és magyar felirattal egyaránt. 2002. május 17-től a TV2, 2004-től a Cool TV, 2007-től pedig a Music Television magyar nyelvű adása is vetíteni kezdte a South Parkot. A 11. évadtól kezdve a Comedy Central is bemutatta, majd később az évadok premierje is náluk volt látható. A kizárólag Paramount+-on bemutatott speciális epizódokat a SkyShowtime mutatta be magyar szinkronnal.

## Szereplők

### Főszereplők

A South Park-i fiúk Cartman anyjával (balról jobbra: Eric Cartman, Stan Marsh, Kyle Broflovski és Kenny McCormick)

A sorozat főszereplője négy alsó tagozatos fiú, Stanley „Stan” Marsh, Kyle Broflovski, Eric Theodore Cartman és Kenneth „Kenny” McCormick. Kenny „igazi” halála után Leopold „Butters” Stotch és Tweek is kulcsfontosságú figurává vált.
Kyle és Stan az alkotókat, Matt Stone-t és Trey Parkert személyesítik meg, összességében átlagos emberek képében, akik – mint az életben mindenki – sokszor helytelenül cselekednek, de alapvetően normális értékrendjük van. A sorozat azon részeiben, melyek valamilyen erkölcsi értelemben vett tanulsággal végződnek, jellemzően Cartman képviseli a helytelen magatartást, míg Kyle és Stan a helyeset. Cartmant a többiek mindig vezetéknevén szólítják, míg egymást (és Cartman a többieket) keresztnéven (ezt a hagyományt általában a rajongók is követik).
Gyakran visszatérő karakterek a négy főszereplő családtagjai, továbbá az iskolai alkalmazottak, például Mr. Garrison (a 9. évadtól a 12. évadig Mrs. Garrison, mivel nővé operálták, de a 12. évadtól ismét férfi lett), Ms. Choksondik, Mr. Mackey, az iskolai pszichológus és Jerome „Séf” McElroy (Séf bácsi). Jelentős szerepet kapnak a főszereplők iskolatársai is, többek között Craig, Clyde, Timmy, Token, Wendy, Bebe és Jimmy.

### Mellékszereplők
A sorozat szürrealista jellegét erősítik a mellékszereplők. Feltűnnek vallási alakok, mint például Isten (aki egy kicsi, vízilószerű rágcsáló képében jelenik meg), Jézus (akinek saját lakása és betelefonálós televíziós műsora van, a Jézus és a haverok) vagy Mózes. Ezenkívül visszatérő szereplő Terrance és Phillip, a South Park-i fiúk kedvenc kanadai színész-humoristái; Sátán és szeretője, Szaddám Huszein; Törcsi, a marihuána-függő törülköző; különféle földönkívüli lények és Kula bácsi, „az ünnepi kaki”, aki karácsonyi hangulatot kölcsönöz a szent ünnepnek.
Gyakran jelennek meg hírességek is a sorozatban (általában megszemélyesítve és sokszor előnytelen színben feltüntetve); például Bill Clinton, volt amerikai elnök, a KoRn zenekar (önmagukat alakították és megoldottak egy Scooby-Doo-szerű rejtélyt), Paris Hilton, Russell Crowe, Phil Collins, a Radiohead zenekar, illetve az egyik legújabb epizódban Bono, a U2 énekese.

## Eredeti hangok
Az eredeti sorozat érdekessége, hogy szinte az összes férfi szereplő hangját Trey Parker és Matt Stone adja.
A női szereplők hangját April Steward és Mona Marshall (korábban Mary Kay Bergman és Eliza Schneider) kölcsönzi. Mary Kay Bergman 1999. november 11-én öngyilkos lett.
Séf bácsi eredeti hangját Isaac Hayes amerikai énekes és zenész adta egészen 2006-ig, amikor egy, a szcientológiával kapcsolatos nézeteltérés miatt otthagyta a műsort. Hayes 2008-ban elhunyt.
Az angol nyelvű sorozatban gyakori, hogy egy-egy vendégszereplő hangját valamely híresség kölcsönzi. A Meleg Al meleg vízitúrája című részben például Stan kutyájának hangját George Clooney adta (míg a mozifilmben a színész Dr. Doctor hangja volt), Az őserdőben című epizódban pedig Jennifer Aniston volt a kórusvezető Miss Stevens eredeti hangja.

### Jelenlegi hangok
Trey Parker – Stan Marsh, az apja, Randy és a nagyapja, Marvin Marsh; Eric Cartman; Clyde Donovan; Craig és a szülei; Mr. Garrison; Kula bácsi; Isten; Mikulás; Mr. Mackey; Barbrady felügyelő; Ms. Choksondik; Timmy; Jimmy Vulmer; Dougie; Kyle Schwartz; Phillip; Sátán; Dog Poo, Kákabélű és egyéb szereplők.
Matt Stone – Kyle Broflovski és apja, Gerald; Kenny McCormick és apja, Stuart; Jimbo Kern; Jézus; Butters Stotch és apja, Stephen; Szaddám Huszein; Craig; Meleg Al; Pip; Terrance; Skeeter; Tweek; Jimmy apja; Maxi atya; Kevin; Mr. Adler és egyéb szereplők.
April Stewart – Liane Cartman; Sharon Marsh; Mrs. McCormick; Shelley Marsh; McDaniels polgármester; Victoria igazgatónő; Wendy Testaburger és számos egyéb szereplő.
Mona Marshall – Sheila Broflovski; Linda Stotch; Henrietta Biggle; Red, valamint további szereplők.
Egyéb hangok
- Tolkien Black – Adrien Beard
- Törcsi ‑ Vernon Chatman
- Bebe Stevens – Jennifer Howell
- Mr. Furkó – John „Nancy” Hansen
- Kenny McCormick csuklya nélkül – Eric Stough
- Heidi Turner, és egyéb női vendégszerepők – Jessica Makinson
- Peter Nelson – Stan Sawicki

### Korábbi hangok
- Mary Kay Bergman (Shannen Cassidy néven) (1997–1999) – Liane Cartman; Sheila Broflovski; Sharon Marsh; Mrs. McCormick; Wendy Testaburger; Victoria igazgatónő, Vackor néni
- Eliza Schneider, más néven Gracie Lazar (2000–2003) – Wendy Testaburger, Sheila Broflovski, Liane Cartman, Shelley Marsh, McDaniels polgármester
- Isaac Hayes (1997–2006) – Séf bácsi

## Animáció

Jelenet az Egy kellemes nap fegyverekkel című részből (balról jobbra: Kenny McCormick, Kyle Broflovski, Stan Marsh és Eric Cartman)

A South Park szereplői és hátterei szándékosan úgy néznek ki, mintha egyszerűen papírból vágták volna ki azokat. Az eredeti Parker–Stone animációban és az első részben (Cartman anális beültetése) még valóban papírkivágást alkalmaztak, de a tévésorozat többi részét már számítógépes animációval készítik. A korai epizódokkal szemben az újabb részekben a szereplők és a díszletek megjelenítése sokkal kidolgozottabbá vált, hogy fokozzák a komikus hatást, valamint új látványelemek is megjelentek, például az árnyékolás. Néhány epizód valódi filmfelvételeket is tartalmaz (például Tweek vs. Craig). A sorozat alkotói a CorelDRAW számítógépes programmal hozzák létre a karaktereket, majd a Maya (korábban a PowerAnimator) programmal keltik életre a rajzokat.
Egyes részekben rendhagyó animációs technikákat alkalmaztak, az Egy kellemes nap fegyverekkel című részben a japán animék hangulatát felidéző karakterek láthatók, míg az Emmy-díjas A világok harcában nagyrészt a World of Warcraft című számítógépes játék grafikája jelenik meg.
A készítők több epizódban is felhasználták más rajzfilmek alakjait; A Simpsonék már megcsinálták… című részben A Simpson család, míg a Rajzfilmek háborúja című kétrészes epizódban a Family Guy című rajzfilm jellegzetes karakterei szerepelnek a sorozatban. A Dekoltázs őrnagy című részben az alkotók a Heavy Metal című rajzfilmsorozatnak állítanak emléket.
A South Park alkotóira nagy hatással voltak a Monty Python által használt, papírból kivágott rajzok, melyeket Terry Gilliam készített (egyébként Trey Parker és Matt Stone is a társulat rajongója). Összehasonlításképpen, a Simpson család egy epizódjának elkészítése hat-nyolc hónapba telik, míg a South Park egy átlagos epizódja négy-öt nap alatt készen van (habár néhány részhez még ennél is kevesebb idő kellett), ezáltal a készítők szinte azonnal reagálni tudnak a világban történt aktuális eseményekre.

## Zene
A sorozat eredeti főcímdalát a Primus zenekar írta és a tizedik évad közepéig ők is adták elő. Azóta a Colonel Les Claypool's Fearless Flying Frog Brigade „Whamola” című száma hallható az egyes epizódok elején. A főcímdalt ezzel együtt eddig háromszor keverték újra és bizonyos mondatok (Kenny sorai) megváltoztak a sorozat folyamán. A 8. évadtól minden 7. rész után új képsort kap az intro, és azok leginkább az előző 7 rész montázsából állnak. A képstílusnak eddig 6 verziója volt, a hatodik verzió az első felturbózott változata is lehetne, míg a 3., 4. és 5. teljesen hasonló. A 17. évadtól visszatértek a kezdeti évadok, South Parkon átívelő iskolabuszos megoldásához, de az egész jelenetsort ezúttal 3D-ben készítették el. A főcím azzal kezdődik, hogy a kamera South Park határából, a temetőtől indul, ahol látjuk Kenny sírját, ezután pásztázza végig az egész várost. A zene továbbra is a rockos verzió, és természetesen az intro tele van apró utalásokkal az egyes részekre. A 23. évad rendhagyó főcímekkel jelentkezett. A 23.évad 6.részéig a Böcsület Farmos képsorral kezd, melyben csak a Marsh családot és Törcsit mutatja be, és a "South Park" szót kicserélték "Böcsület Farmra" és ebben csak Randy énekel és Törcsi a végén. A 23.évad 7.résztől már a PC babák főcímdala látható. A 23.évad 8.résztől a south parki anyukák szerepelnek. A 23.évad 9.részben a Scott Malkinson show-val kezdődik, az évadzáró részben visszatért az szokásos intro.
Habár a South Park leginkább a kegyetlen humorával ér el sikereket, a zenék is fontos elemét képezik. Az olyan közkedvelt dalok, mint például a „Kyle's Mom is a Big Fat Bitch” a sorozat színeiben látták meg a napvilágot, de a készítők zenei képességeiket ritkán csillogtatták meg, egészen a Nagyobb, hosszabb és vágatlan mozifilm megjelenéséig. A film több népszerűvé vált dalt is tartalmaz, ilyen például „Blame Canada” (melyet Oscar-díjra jelöltek és a díjkiosztón Robin Williams adta elő) vagy az „Uncle Fucka”.
A dalokat Trey Parker és Matt Stone adja elő DVDA nevű együttesükkel. A zenéhez ezenkívül Isaac Hayes amerikai énekes és zenész is hozzájárult, aki 2006-ig Séf bácsi eredeti hangját kölcsönözte.
A sorozatban elhangzott dalokat ezidáig két zenei album tartalmazza; a „Chef Aid: The South Park Album” (1998. november 3.) és a „Mr. Hankey's Christmas Classics” (1999. november 23.). A South Park-mozifilm betétdalaiból szintén kiadtak egy CD-t, 1999. június 15-én („South Park: Bigger, Longer & Uncut – Music From And Inspired By The Motion Picture”).
Az egyes epizódok során Eric Cartman gyakran dalra fakad, hogy énekével hamis önzetlenséget és optimizmust fejezzen ki, ezáltal álcázva valódi indítékait. Például a Karácsony Irakban című részben egy karácsonyi dalt énekel, amellyel nyilvánvalóan az a célja, hogy meggyőzze Mikulást és Kula bácsit, méltó az ajándékokra.
A főszereplők az évadok során több együttesben is zenélnek. A Valami, amit az ujjaddal csinálhatsz című részben Cartman javaslatára zenekart alapítanak, hogy 10 millió dollárt keressenek, a Keresztény rock-ban pedig Cartman egy fogadás miatt – és szintén pénzszerzés céljából – hoz létre saját keresztény rockbandát, „Hit + 1” néven.
A KoRn együttes tagjai egy halloweeni epizód, A kalóz-kísértet rejtélye végén a Falling Away From Me című számukat adják elő – érdekesség, hogy a dal ebben az epizódban debütált.

### A főcímzenéjének szövege
Les Claypool: I'm goin' down to South Park gonna have myself a time
Stan és Kyle: Friendly faces everywhere, humble folks without temptation
Les: Goin' down to South Park gonna leave my woes behind
Cartman: Ample parkin' day or night, people spouting "Howdy, neighbour!"
Les: Headin' up to South Park gonna see if I can't unwind
Kenny: I like girls with deep vaginas, i like girls with big fat titties (1–31. epizód)
Kenny: I have got a ten inch penis, use your mouth if you want to clean it (32–78. epizód)
Timmy: Timmy, Timmy, Timmy, Timmy, Timmy, Timmy, livin' a lie Timmy (80–96. epizód)
Kenny: Someday I'll be old enough to stick my dick in Britney's butt (97–146. epizód)
Kenny: I like fuckin' silly bitches and I know my penis likes it (147. epizódtól)
Les: Come on down to South Park and meet some friends of mine!
(Kenny sorai az évadok során többször megváltoztak.)

## Fontosabb díjak, elismerések
A sorozatot Kiemelkedő animációs műsor kategóriában eddig tizenhárom alkalommal jelölték Primetime Emmy-díjra (1998-ban a Meleg Al meleg vízitúrája, 2000-ben a Chimpokomon, 2002-ben az Osama bin Laden jól megkapja, 2004-ben a Karácsony Kanadában, 2005-ben a Legek harca, 2006-ban az Egy házba zárt közösség, 2007-ben a Világok harca, 2008-ban a Képzeletfölde-trilógia, 2009-ben a Margaritaville, 2010-ben a 200 és 201, 2011-ben a Crackesbaba-labda, 2013-ban Dagidudu, 2014-ben a Fekete péntek és 2015-ben a Kanadella című epizódokért, a 2016-os Memóbogyók, 2017-es Tegyük le, és a 2020-as Járványügyi különkiadás), ebből öt alkalommal nyerte meg, a 2005-ös Legek harca, a 2006-os Világok harca, a 2008-as Képzeletfölde trilógia, a 2009-es Margaritaville, a 2013-as Dagidudu.
1999-ben South Park – Nagyobb, hosszabb és vágatlan című film egyik betétdalát („Blame Canada”) a legjobb eredeti filmzene kategóriában Oscar-díjra jelölték, a díjkiosztón a dalt Robin Williams színész adta elő. Végül a díjat Phil Collins nyerte meg, ezért a készítők két részben (Cartman súlyos bűne, Timmy) is kifigurázták az énekest.
2006-ban a műsor készítői a Peabody Awardot nyerték el. A South Park emellett azon kevés még mindig futó sorozatok közé tartozik, melyek a már megszűnt CableACE Awardot átvehették (a South Park ezt a kitüntetést 1997-ben érte el, a díj utolsó kiadásának évében).
2007-ben a sorozat felkerült a Time magazin minden idők száz legjobb televíziós műsora listájára.

## Kritikák és botrányok
A sorozatot az indulása óta rengeteg kritikával illetik és több botránnyal is szembe kellett már néznie, mivel olyan témákat is rendszeresen megjelenít, melyek széles körben vitathatóak vagy sokak számára tabunak számítanak. Ide tartozik többek közt a vulgáris beszéd, a különféle vallások és kultuszok parodizálása, a politikai problémák, a hátrányos megkülönböztetés, a globális felmelegedés, a szexualitás (ezen belül például a szexuális felvilágosítás vagy az LMBT emberek jogai) és a cenzúra kérdése. Emellett a sorozat készítői gyakran tüntetnek fel előnytelen színben híres embereket, közszereplőket, zenészeket és színészeket is.
A South Park alkotói, Trey Parker és Matt Stone szerint azonban ők legtöbbször az egyes epizódok megírása során a vitatható téma mindkét oldalán elhelyezkedőket kritikával illetik, ahelyett, hogy a kérdéses témában nyíltan állást foglalnának.

### Általános tiltakozások
Kritikusai szerint a sorozat túlzottan leegyszerűsített módszert választott a társadalmi kötöttségek és tabuk megjelenítésére; ennek eszközei a közönséges, durva beszéd, a gondolkodást nem igénylő történetek, az erőszak és gyilkosság rendszeres bemutatása, néha dicsőítése. Több szóvivő is tiltakozott már a South Park ellen, mert a sorozatot támadónak és károsnak vélték; az „Action for Children's Television” nevű gyermekvédő szervezet alapítója, Peggy Charen szerint a sorozat egyenesen a demokráciát veszélyezteti.
Más vélemények szerint ez csupán paródia – a sorozat hangulata jól jellemzi az amerikai fiatalok egy részének erőszakos, primitív világát, melynek kifigurázása nagymértékben hozzájárul a műsor óriási sikeréhez.
A legtöbb kritika talán az epizódok nyelvezetét éri; A szarral nem szabad szarozni című részben összesen 162 alkalommal hallható cenzúrázatlanul a „szar” szó (az epizód alatt a képernyő alsó sarkában egy számláló mutatja, hányszor hangzott el a káromkodás), a Jesse Jackson segedelmével című részben a „nigger” szó szerepel, összesen több mint 40 alkalommal. Az Egy kis Tourette című epizódban szintén több káromkodás is elhangzik, cenzúrázás nélkül – az epizódot emellett a Tourette-szindrómában szenvedők ábrázolása miatt is kritikák érték.
A South Park – Nagyobb, hosszabb és vágatlan című mozifilm 2002-ben bekerült a Guinness Rekordok Könyvébe, mint a legtrágárabb animációs film, összesen 399 darab káromkodással (ebből a „fuck” szó 146 alkalommal hangzik el).
Legutóbb a műsor akkor kapott nagyobb közfigyelmet, amikor a 10. évad során, a Pokol a Földön című epizódban a 2006-ban tragikusan elhunyt Steve Irwin is látható volt Sátán pokolbeli halloweeni partiján, egy mellkasából kiálló tüskés rájával. Többen – köztük Irwin közeli ismerősei – felháborítónak és ízléstelennek tartották a jelenetet, a botránnyal több neves napilap is foglalkozott. A 10. évad záró epizódja, a Stanley kupája válaszul a botrányra további szóbeli utalásokat is tartalmazott Irwin halálára.
Nagy-Britanniában a 11. évad A merénylet című epizódja keltett felháborodást, melyben II. Erzsébet brit királynő öngyilkosságot követ el.
Bemutatása után mintegy nyolc évvel, 2007-ben Costa Ricában váltott ki kisebb felháborodást Az őserdőben című 1999-es epizód, mely kritikusai szerint kedvezőtlen színben tünteti fel a közép-amerikai országot.
Kínában a 23. évad 2.részében a "Kínai banda" című epizóddal együtt az egész sorozatot betiltották, melyben szóba került a kínai cenzúra. A South Park szerzői az ironikus sorokkal nem csak a kínai cenzori gyakorlatot kritizálták, de azt is, hogy az 1,3 milliárdos Kína hatalmas piacán elérhető üzleti siker reményében hogyan igazítja a filmek formáját a Kínai Kommunista Párt igényeihez, hogy azokat forgalmazzák az országban (például feltűnik Micimackó is, Kína másik fájó pontja, akit azért tiltottak be az országban, mert számos mém született, melyben a mesefigurát Hszi Csin-pinggel hasonlítják össze.) Kína pedig bocsánatkérésre szólította fel a South Park készítőit, a tiltásra a sorozat két szülőatyja, Trey Parker és Matt Stone „bocsánatkérő” nyilatkozatot adott ki.

### Vallás és egyházak

#### Szcientológia

„Ez az, amiben ma a szcientológusok hisznek” – Xenu ábrázolása a vitatott South Park-epizódban

2005 novemberében, az Egy házba zárt közösség („Trapped in the Closet”) című epizódban a készítők a szcientológiát és annak követőit, többek közt Tom Cruise-t és John Travoltát állították pellengérre. A történet szerint a szcientológia vezetői az egyik főszereplőt, Stan Marsht nevezik meg L. Ron Hubbard, az egyház alapítójának reinkarnációjaként. Amikor Stan lekicsinyli Tom Cruise színészi képességeit, az bezárkózik a fiú szekrényébe és az epizód végéig nem hajlandó kijönni onnan. A jelenet utalás azokra a feltételezésekre is, mely szerint Cruise meleg, mivel az angol nyelvben a „kijönni a szekrényből” („come out of the closet”) kifejezés egyben a homoszexualitás bevallását is jelenti (lásd: Coming out). A cselekmény során egyértelmű utalások történnek arra a kritikára, mely szerint az egyház elsődleges célja az emberek pénzének megszerzése lenne.
A Los Angeles Times által időközben „Closetgate”-nek elkeresztelt ügy tovább folytatódott, amikor a Comedy Central az utolsó pillanatban megakadályozta az epizód március 15-ére tervezett újbóli levetítését. Ekkor sokan arra gyanakodtak, hogy ez Tom Cruise nyomására történt. Elterjedt az a nézet, miszerint a színész megfenyegette a Paramount Pictures társaságot, hogy nem fogja népszerűsíteni legújabb filmjét, a Mission: Impossible III-at, ha mégis műsorra tűzik a vitatott részt (a Paramount és a Comedy Central egyaránt a Viacom tulajdona). Ezt a véleményt egyébként Tom Cruise és a Paramount szóvivője is cáfolta.
A készítők nem törődtek bele a vereségbe és több szcientológia-ellenes honlapon is elérhetővé tették az említett részt. Március 17-én egy gúnyos hangvételű nyilatkozatban kijelentették, hogy „a harc még nem ért véget”. Azóta a Comedy Central több alkalommal is levetítette és a South Park 10. évfordulóján kiadott DVD-n is megjelentette az azóta Emmy-jelölést kapott epizódot.

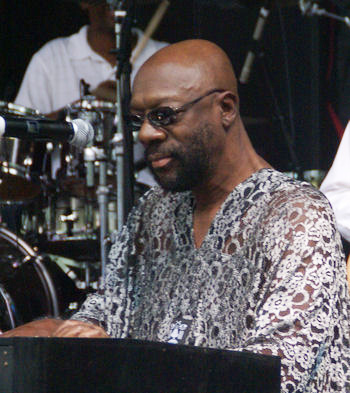
Isaac Hayes

Séf bácsi eredeti szinkronhangja, az énekes Isaac Hayes (aki a szcientológia követője) 2006. március 13-án váratlanul egy nyilatkozatban bejelentette, hogy otthagyja a műsort, arra hivatkozva, hogy Trey Parker és Matt Stone az utóbbi epizódokban túl messzire ment (noha azt, hogy egyházának kritizálása miatt döntött volna így, közvetlenül nem említette meg). Hayes a következőket írta: „Van helye a szatírának, de eljön az a pont, amikor az véget ér, és helyét mások vallásos hite iránti intolerancia és elfogultság veszi át… A vallási hiedelmek az emberek szemében szent dolgok, melyeket mindenkor tisztelni és becsülni kell”. Ezt az érvelést Matt Stone képmutatásnak tartotta, mivel Hayes addig egyetlen olyan epizód ellen sem tiltakozott, amely más vallásokat jelenített meg előnytelen módon.
Hayes váratlan távozásának pontos okairól több, egymásnak ellentmondó elmélet is megjelent: 2006. március 20-án Roger Friedman, a Fox News munkatársa cikket jelentetett meg, mely szerint a nyilatkozat Hayes nevében készült, de azt nem az énekestől származik, mivel neki januárban agyvérzése volt. Friedman ezt írta: 
„Isaac Hayes nem hagyta ott a South Parkot. A forrásaim szerint ezt valaki megtette helyette… Memphis-i barátaim azt mondták, maga Hayes nem adott ki semmiféle nyilatkozatot a South Parkkal kapcsolatban”. 20 év elteltével a fia tisztázta a helyzetet.
Az elméletet alátámasztja, hogy egy korábbi interjúban Hayes még azt nyilatkozta, hogy nem ért ugyan egyet a kérdéses epizóddal (mert nem a valóságot tükrözi), de elfogadja a készítők álláspontját. Az énekes 2007-ben távozása elsődleges okának már azt nevezte meg, hogy a sorozat készítői „nem fizettek neki elég pénzt” és „nem voltak vele túl barátságosak”.
A szcientológia kritikája – burkoltabb formában – más epizódokban is feltűnik. A Csúcsszuper barátok – Istenségekben David Blaine alapít szektát, mely pénzt kér híveitől, adómentességet követel az államtól és híveit elidegeníti azok szeretteitől – tehát olyan dolgokat tesz, melyekkel kritikusai általában a szcientológiát vádolják.
A Séf bácsi visszatér című rész már kifejezetten Hayes távozását dolgozza fel. A történet szerint Séf bácsi elhagyja South Parkot és egy olyan klub tagja lesz, mely agymosást hajt rajta végre. Miután az epizód legvégén a szereplő életét veszti, Kyle Broflovski tart gyászbeszédet, melyben emlékeztet: nem Séfet kell okolni a történtekért, hanem az őt megrontó klubot (ezzel egyszerre utalva Isaac Hayes távozására és a szcientológia egyházra).

#### Katolicizmus
2005 decemberében az Egyesült Államok-beli Katolikus Liga (Catholic League for Religious and Civil Rights) tiltakozott a 9. évad befejező epizódja, a Bloody Mary ellen, melyben egy végbelén keresztül vérző Szűz Mária-szobor jelenik meg. A vitatott részt elsőként december 7-én, a Szeplőtelen fogantatás ünnepének előestéjén vetítették le. A Liga bocsánatkérést sürgetett, valamint azt követelte, hogy az epizódot „örökre vonják ki a forgalomból és DVD-n se tegyék elérhetővé”. Továbbá Joseph A. Califano, Jr, a Viacom tanácsának tagja és gyakorló katolikus, személyesen adjon ki nyilatkozatot. Califano ezt meg is tette, az epizódot „Szűz Mária megdöbbentő és felháborító ábrázolásának” nevezve és ígéretet tett, hogy a Viacom vezetőségével is felülvizsgáltatja a kérdéses részt. A Comedy Central azt nyilatkozta, hogy a Bloody Mary-t nem fogják visszavonni és a DVD-megjelenést sem akadályozzák meg.
Az epizódot 2006. augusztus 2-án újra levetítették.

#### Iszlám
2006-ban a Rajzfilmek háborúja című kétrészes epizódban a készítők a Dániában megjelent Mohamed karikatúrák körül kirobbant botrányt figurázták ki, elsősorban a nyugati országoknak a muzulmán zavargásokra adott reakcióját. Ironikus módon a Comedy Central cenzúrázta a rajzfilmnek azt a részét, melyben a prófétát ábrázolják (ennek ellenére Mohamed korábbi szereplése a Csúcsszuper barátok – Istenségek című epizódban nem keltett felháborodást). 2010-ben a 200 és 201 című epizód okozta a legnagyobb botrányt. A 201 felidéz számos korábbi epizódot és az azok körüli botrányokat. A készítők megemlékeznek arról, amikor – a 2005-ös és 2007-es, Mohamed-karikatúrák gerjesztette muszlim zavargások miatt – a Comedy Central megtagadta a próféta ábrázolását a sorozatban. A 201 bemutatását megelőzően a radikális iszlám Revolution Muslim a honlapján figyelmeztetést tett közzé, amelyben kijelenti, hogy a készítők a próféta ábrázolásával az életüket kockáztatják. Emiatt a Comedy Central módosította az epizód Parker és Stone által elkészített verzióját és az összes képi és hangi Mohamed-utalást cenzúrázták – az epizód végén elhangzó tanulság, amelyet Kyle Broflovski fogalmaz meg, így teljesen érthetetlenné válik. (Azóta az interneten megtekinthető Kyle beszéde cenzúra nélkül), ami valójában a megfélemlítésről és a félelemről szólt, tehát semmi köze nem volt Mohamedhez, de ennek ellenére a csatorna kisípolta a teljes beszédet. A cenzúra miatt erős kritika érte a Comedy Centralt.[forrás?]

#### Egyéb vallások
A zsidó és a mormon vallás is rendszeresen megjelenik a műsor egyes epizódjaiban. A mormonokkal, illetve a vallásalapító, Joseph Smith tevékenységével kapcsolatos ellentmondásokkal egy teljes rész foglalkozik (Amit tudni akarsz a mormonokról), illetve a sorozat szerint csak ők nyerhetnek bebocsátást a mennyekbe. A zsidó vallás az egyik főszereplő, Kyle Broflovski személyén, illetve az őt hite miatt gúnyoló Eric Cartmanen keresztül szinte minden epizódban szerepel. Érdekesség, hogy az egyik készítő, Matt Stone, zsidó származású. Eddig egyik közösség képviselője sem emelt szót a sorozat ellen szélesebb körű nyilvánossági fórumon.

## A mozifilm
1999. június 30-án mutatták be az Egyesült Államokban az egész estés mozifilmet, South Park – Nagyobb, hosszabb és vágatlan címmel. A filmnek sikerült gúnyt űznie saját magából, valamint az előre várt rosszalló reakciókból is, melyek a bemutatót követték. A film egyben musical is, olyan dalokkal, mint az „Uncle Fucka”, valamint a „Blame Canada”, mely Oscar-jelölést kapott.
2021. augusztus 5-én bejelentették, hogy emellett 14 új filmet készít a Paramount+ streamingszolgáltató számára, mely minden évben 2 filmet fognak készíteni az alkotók. 
Az első film november 25-én került bemutatásra a streamingszolgáltatónál.
1. South Park: Poszt-Covid különkiadás  (2021. november 25.)
2. South Park: Poszt-Covid különkiadás: A Covid visszatér (2021. december 16.)
3. South Park: Csatornák háborúja (1.rész) (2022. június 1.)
4. South Park: Csatornák háborúja (2.rész) (2022. július 13.)
5. South Park: Belépés a benyaliverzumba (2023. október 27.)
6. South Park (Nem gyerekeknek való) (2023. december 20.)
7. South Park: A kövérség véget ér (2024. május 24.)

## DVD megjelenések
A sorozat DVD-n is megjelent az Egyesült Államokban.
Minden évad díszdobozban, külön DVD csomagban kerül piacra, 3-5 lemezzel, plusz egy bónusz DVD-vel – az évad epizódjainak száma szerint.

## A sorozat Magyarországon
Magyarországon – négy évad erejéig – az HBO csatornán futott először a sorozat, magyar szinkronnal és angolul, magyar felirattal egyaránt. 2004. október 4-étől a magyarországi Cool TV ismét műsorra tűzte az HBO által szinkronizált, korábban sugárzott epizódokat. 2005. január 27-étől új, szinkronizált részek kerültek adásba (a tizedik évadig), 2007. augusztus 6-ától pedig a 9. évad is látható magyar szinkronnal. Október 6-ától az MTV Magyarország műsorra tűzte a 10. szezont is, melyet a Coolon csak október 26-ától kezdtek vetíteni. A 11. évad szinkronos változata 2008 tavaszától volt látható, szintén az MTV-n, 2008 áprilisától júniusáig a Poén! is műsorra tűzte.
A 27. évadot 2025. július 28-án 22 óra 30-kor adta le felirattal Comedy Central Magyarország, 5 nappal az amerikai premier után. Következő résztől már 2 nappal a premier után újfent felirattal hozza az új részeket, majd később szinkronnal vetítette.
A sorozatot a nyelvezete és a tartalma miatt csak 22 és 5 óra között sugározhatják, 18-as korhatárral.

### Magyar nyelvű változat
Az eredeti szinkronnal ellentétben a magyar nyelvű változatban szinte minden szereplőnek saját szinkronhangja van. Nekik legtöbbször hivatásos színészek kölcsönzik a hangjukat.
A fordítás során több szereplő is magyar nevet kapott, például Mr. Furkó (eredetileg Mr. Slave) vagy Vackor néni (Miss Veronica Lee Crabtree). Butterst a negyedik évadig néha „Bucsek”-nek hívták társai, ami feltehetőleg egy elvetett magyarítási kísérlet volt a fordítók részéről.
A legtöbb kritika a magyar nyelvű szinkront és a fordítást éri, mivel az sokak szerint trágárabb, mint az eredeti. A kritikusok szerint egyes epizódok több félrefordítást is tartalmaznak, amelyek gyakran a történet rovására mennek. Ez általában akkor történik meg, amikor egy több jelentéssel bíró angol nyelvű kifejezés nem ültethető át tökéletesen magyarra (például a szcientológiát tárgyaló bekezdésben már említett kétértelmű kifejezés vagy a „semen” és a „seamen” szavak hasonló hangzásából adódó komikum a Csúcsszuper barátok – Istenségek és A Simpsonék már megcsinálták… epizódokban).
Ezen vélemény ellenzői általában a magyar nyelv kifejezőbb voltával és az amerikaitól eltérő társadalmi viszonyokkal magyarázzák a durvább nyelvezetet. A félrefordítások ellenére sokak szerint a magyar szinkronos epizódok élvezhetőbbek és hangulatosabbak, mint az eredeti angol nyelvűek, nagyrészt a magyar szinkronszínészek munkájának köszönhetően.
2009 elején a rajongók körében felháborodást váltott ki, amikor a 9. évad, Vörhenyesek című epizódjának elkészítésénél a hivatalos szinkront gyártó cég egy South Park-rajongó (Vito) által készített nem hivatalos feliratot használt fel, szinte szó szerinti egyezéssel, bármiféle ellenszolgáltatás nélkül. A magyar jogszabályok azonban nem védik az amatőr fordítók által készített szellemi termékeket, mivel azok az eredeti szerző beleegyezése nélkül születtek meg (sőt, a védett tartalmak engedély nélküli lefordítása jogsértésnek minősül). Azonban a történet vége kedvezően alakult a fordító számára, ugyanis ő írja a 13. évadtól kezdődően a szinkron magyar szövegeit.
Az első négy évadot a HBO szinkronstúdiójában vették fel, utána az 5. évadtól a tizedik évadig a Mikroszinkronban készült a magyar változat, majd a 11. szezon visszatért az HBO stúdiójába. A 12. évadtól viszont már a Balog Mix stúdióban készült el. A 2021-es "Oltásügyi különkiadás" az Active Studióban, míg a 25. évadtól pedig a Labor Film szinkronstúdióban készül a sorozat magyar változata.
| #                 | HBO (1-4. évad, 11. évad)                                                                                         | Mikroszinkron (3x09., 5-10. évad) | Balog Mix Stúdió (12. évadtól a 24. évad 1. részéig) | Active Studio (24. évad 2. rész) | Labor Film szinkronstúdió (25. évadtól)                                  |
| ----------------- | --- | --------------------------------- | ---------------------------------------------------- | -------------------------------- | ------------------------------------------------------------------------ |
| Magyar szöveg     | Polyák Béla (1-2. évad) Böjte Balázs "Böjte" (2x12-3. évad) Váry László "Vári Lacza" (2x17,18) "Flippi" (4. évad) | Kiss Barnabás "Barnika"           | Vito                                                 | Vito                             | Torma Péter (25.évad, 24x03-04), Vám Tibor (26.évad), Vito (26x07-08-09) |
| Hangmérnök        | Pető Gábor "Pőte"                                                                                                 | Bán Péter "Bípi"                  | ?                                                    | Másik Zoltán                     | Papp Zoltán István                                                       |
| Vágó              | Zöld Zsófia "Grün Szofi"                                                                                          | Kozma Judit "Jutka"               | ?                                                    | Másik Zoltán                     | Papp Zoltán István                                                       |
| Gyártásvezető     | Újréti Zsuzsa "Zsazsi"                                                                                            | Rácz Gabriella "Gabi"             | ?                                                    | Kristóf Katalin                  | Molnár Magdolna                                                          |
| Szinkronrendező   | Tolnai Zoltán "Totya"                                                                                             | Aprics László "Apró"              | ?                                                    | Földi Tamás                      | Gaál Erika                                                               |
| Produkciós vezető | Végh Ödön | -                                 | ?                                                    | ?                                | Legény Judit                                                             |
| Felolvasó         | Mohai Gábor | Mohai Gábor                       | Mohai Gábor                                          | Korbuly Péter                    | Korbuly Péter                                                            |

Magyar hangok
- Agócs Judit – Danica Patrick
- Ábel Anita – Carol McCormick
- Balázsi Gyula – Cesar Millan, Jesse Jackson, mellékszereplők
- Barabás Kiss Zoltán – Mr. Furkó
- Barbinek Péter – Szaddám Huszein, mellékszereplők
- Bardóczy Attila – Mr. Mackey (1.-4. évad)
- Besenczi Árpád – Maxi atya, Gerald Broflovski (5. évadtól-19. évadig)
- Bódy Gergely – Craig Tucker (8. évad)
- Bogdán Gergő – Firkle
- Bolla Róbert – egyik chopperes, Mimsy
- Borbás Gabi – McDaniels polgármester
- Borbiczki Ferenc - Garrett parancsnok, Clark Malkinson
- Boros Zoltán – Gerald Broflovski
- Bozsó Péter – Stan Marsh
- Böhm Anita – Shelly Marsh (12. évad)
- Csőre Gábor – Eric Cartman, Adam Sandler, Mitch Conner
- Csankó Zoltán - Alec Baldwin
- Csondor Kata - Britney Spears
- Czvetkó Sándor – mellékszereplők
- Dobránszky Zoltán – Marvin Marsh, mellékszereplők
- Dolmány Attila – Kyle Broflovski
- Előd Álmos – Kevin McCormick
- Előd Botond – Joe Jonas, Mysterion
- Faragó András – Sátán
- Fazekas István – Randy Marsh (5-6. évad)
- Fekete Zoltán – Butters Stotch (jelenlegi hang)
- Fehér Péter — Stephen Stotch (23. évadtól)
- Fesztbaum Béla – Randy Marsh
- Forgács Gábor – Barbrady felügyelő, Meleg Al,  Gerald Broflowski (20. évadtól)
- Forgács Péter - Bono
- Galbenisz Tomasz – Jimbo Kern
- Gruber Hugó – Marvin Marsh, Dr. Schwartz főrabbi, William P. Connelly
- Gyabronka József – Garrison (jelenlegi hang)
- Haás Vander Péter – Gary apja
- Hajdu Steve – képzeletföldi nyalókakirály
- Hamvas Dániel – Craig Tucker, Damien, Jimmy Valmer (11. évad)
- Harsányi Gábor – Séf bácsi, Szexuális Zaklatás Panda, mellékszereplők
- Holl Nándor – Jimbo Kern
- Hujber Ferenc – Timmy, Chris
- Izsóf Vilmos – Oszáma bin Láden, Abraham Lincoln szelleme, mellékszereplők
- Jakab Csaba – Barack Obama, mellékszereplők
- Józsa Imre – Garrison, Maxi atya, Phil Collins (1-4. évad)
- Kálloy Molnár Péter – Ned Gerblansky, Tweek Tweak
- Kenderesi Tibor - Marvin nagyapjának szelleme
- Kardos Gábor - mellékszereplők
- Kassai Károly – Marvin Marsh, Barbrady felügyelő, Maxi atya
- Kautzky Armand - Flúgos futam paródia narrátora a Gyépémobil című részben
- Kerekes József – Mr. Adler, Jimbo Kern ( első és jelenlegi hang), Larry (2. évad 18. rész),  Sátán, Mikulás (3. évad 15. rész), Mr. Mackey (South Park – Nagyobb, hosszabb és vágatlan:1.hang)
- Király Attila – Stephen Stotch (5.-22. évad)
- Kocsis Judit – Barbra Streisand
- Kocsis Mariann – Sheila Broflovski, Ms. Choksondik
- Kokas Piroska – Klyde anyjának temetésén felszólaló hölgy
- Konrád Antal – Télapó, XVI. Benedek pápa, mellékszereplők
- Koroknay Géza – A Szcientológia egyház vezetője, Richard Dawkins, mellékszereplők
- Kökényessy Ági – Sharon Marsh
- Kőszegi Ákos – Steve a diszpécserprogram
- Kránitz Lajos – mellékszereplők
- Kristóf Tibor – Gene Hackman, Erdei Karácsony című rész narrátora
- Lippai László - mellékszereplők
- Láng József  – mellékszereplők
- Magyar Bálint – Jimmy Valmer (9. évadtól-23. évadig)
- Markovics Tamás – Kenny McCormick
- Melis Gábor – mellékszereplők
- Mihályi Győző – Randy Marsh
- Mikó István - Micimackó
- Minárovits Péter – Butters Stotch, Philip, Skyler, Mysterion (15. évad)
- Molnár Ilona –  Henrietta Biggle
- Molnár Levente – Ike Broflovski, Pip Pirrup
- Nagy Ervin – Stuart McCormick, Sátán, Skylar, Matthew McConaughey
- Némedi Mari – Vackor néni
- Nemes Takách Kata – Shelley Marsh, Bebe Stevens (jelenlegi hang), Wendy Testaburger (9. évad), lány-mellékszereplők (2-4. évad)
- Nyírő Bea – Victoria igazgatónő
- Oláh Orsolya – bírónő
- Orosz István – Oprah Winfrey vaginája, Michael Chertoff, mellékszereplők
- Pálfai Péter - Robi Reiner, mellékszereplők
- Pupos Tímea – Tammy Thompson, Chang étterem dolgozója, Alexa
- Pusztaszeri Kornél – Meleg Al, Tuong Lu Kim, Al Gore, Charles
- Rába Roland – Tweek Tweak
- Rajkai Zoltán – Terrance, Mickey egér, Gary
- Rátonyi Hajni – Liane Cartman
- Roatis Andrea – Wendy Testaburger
- Rosta Sándor – Mr. Mackey, Steven Segal, egyik chopperes
- Selmeczi Roland – Randy Marsh (1-4. évad)
- Seszták Szabolcs – Kákabélű, Clyde Donovan, Dougie
- Schneider Zoltán – Larry apja
- Schnell Ádám – Leonard Maltin, A Washingtoni Rézbőrűek focicsapat edzője
- Simonyi Balázs – Kula bácsi, Token Black, Bradley Biggle, Clyde Donovan
- Sörös Miklós - Jimmy Valmer (26x01-től)
- Sörös Sándor – A Sony elnöke
- Spilák Klára - Linda Stotch
- Szabó Máté – Jimmy Vulmer, Craig Tucker
- Szabó Zselyke – Wendy Testaburger
- Szalay Csongor – Pete
- Széles László – Mel Gibson
- Széles Tamás – Gerald Broflovski, Ned Gerblansky, Kula bácsi, Szaddám Huszein
- Szokol Péter – Butters Stotch, Randy Marsh (jelenlegi hang)
- Szokolay Ottó - Dr. Biber
- Szombathy Gyula – Képzeletfölde polgármestere
- Tarján Péter – Jézus
- Törtei Tünde – Törcsi
- Ujréti László – Meleg Al, Malcolm McDowell
- Uri István – nyúlpápa
- Varga Rókus – PC Igazgató, Harcsa Csa (6. évad)
- Varga Tamás – fekete pap (6. évad)
- Vass Gábor – Jeff Corrigan
- Várday Zoltán – mellékszereplők
- Várkonyi András – Marvin Marsh
- Verebély Iván – Dr. Mephisto
- Versényi László – Sir Orloff Brolo, mellékszereplők
- Végh Péter –  Vladimir Stolfsky, Steve Jobs
- Viczián Ottó – Randy Marsh, Ben Affleck
- Vida Péter – Lamont professzor (16. évad 3. rész)
- Zakariás Éva - Jennifer Lopez, Paris Hilton
- Zsigmond Tamara – Bebe Stevens (9. évad), Natalie Portman, Wendy Testaburger (12. évad)
- Zsurzs Kati – Nellie Storch, Angela Merkel

### Hasonló sorozatok
Az interneten 2002 novembere óta elérhető egy magyar gyártású animációs sorozat, az Eastpark, mely bevallottan a South Park magyar nyelvű változataként készült. A sorozatnak öt epizódja van, melyek ingyenesen letölthetőek.
A Nyócker című 2004-es magyar animációs film a látványvilágával és a benne megfogalmazott éles társadalomkritikával szintén emlékeztet a South Parkra.
A Cool TV egy ideig sugározta a Hungarikum című rajzfilmsorozatot, mely a South Park nyomdokaiba kívánt lépni. Az egyenként kb. ötperces epizódok hatalmas botrányt kavartak, mivel a készítők több magyar történelmi alakot és közszereplőt is rendkívül profán módon ábrázoltak bennük. Emiatt az Országos Rádió és Televízió Testület is vizsgálta az ügyet.